# شهرستان براگا (میشیگان)
شهرستان براگا، میشیگان (به انگلیسی: Baraga County, Michigan) یک سکونتگاه مسکونی در ایالات متحده آمریکا است که در میشیگان واقع شده‌است.